# دانشگاه فناوری مالزی

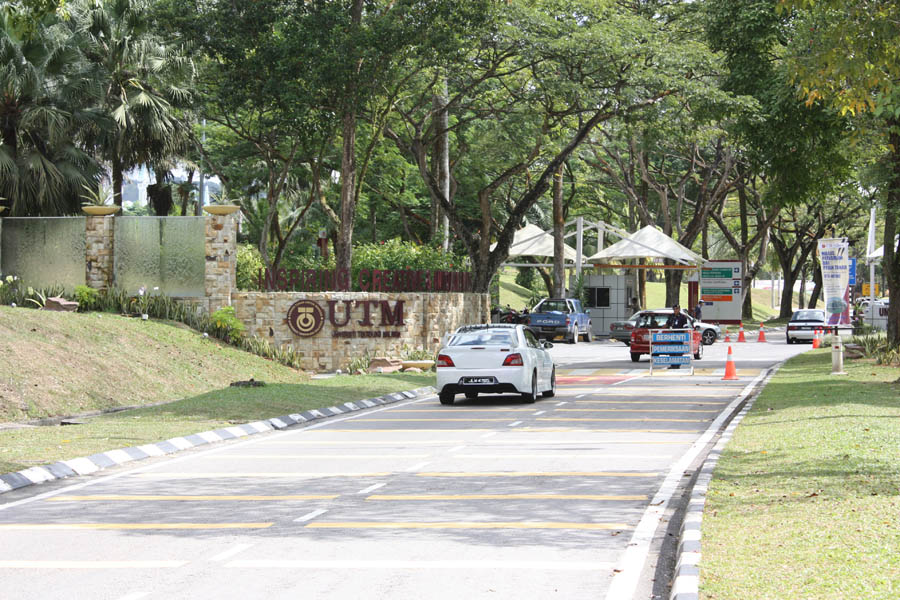
سردر دانشگاه

دانشگاه فناوری مالزی یا دانشگاه تکنولوژی مالزی (نام اصلی: Universiti Teknologi Malaysia) نام قدیمی‌ترین و بزرگترین دانشگاه فنی مهندسی کشور مالزی است که با عنوان UTM نیز شناخته می‌شود.

## تاریخچه
این دانشگاه در سال ۱۹۰۴ به عنوان یک مؤسسه آموزش عالی در شهر کوالالامپور جهت آموزش مهارت‌های فنی شروع به کار کرد. در سال ۱۹۴۵ به عنوان کالج صنعتی کوالالامپور شناخته شد و در نهایت در سال ۱۹۷۵ نام آن به دانشگاه صنعتی مالزی تغییر یافت.

## موقعیت کنونی
در حال حاضر دانشگاه دارای دو مقر است. مقر اصلی با مساحت ۱۲٬۲۲۲٬۰۰۰ متر مربع در جوهور بهرو و مقر کوالالامپور با ۲۰٬۰۰۰ متر مربع فضا در حال فعالیت هستند.
حدود ۱۶٬۵۰۰ دانشجوی کارشناسی (که ۷۰۰ نفر از آنها خارجی هستند) و ۶٬۵۰۰ دانشجوی کارشناسی ارشد و دکترا (که ۱٬۸۰۰ نفر از آنها خارجی هستند) در این دانشگاه به تحصیل اشتغال دارند و تعداد اعضای هیئت علمی آن ۲٬۰۰۰ نفر می‌باشد (که ۷۰ نفر از آنها خارجی هستند). کتابخانه دانشگاه جای مطالعه ۳٬۴۲۲ نفر را در خود دارد و خوابگاه‌های دانشگاه ۲۰٬۰۰۰ نفر را در خود جای داده‌اند.
در سال ۲۰۰۷ تعداد ۱٬۳۲۶ مقاله توسط دانشجویان و اعضای هیئت علمی این دانشگاه منتشر گردید.
دانشگاه فناوری مالزی در سال ۲۰۰۹ در رتبه‌بندی آکادمیک دانشگاه‌های جهان جایگاه ۳۲۰ام (و از نظر رشته‌های فتی مهندسی ۲۳۶ام) را به دست آورد.
این دانشگاه در سال ۲۰۱۱، توسط وزارت علوم مالزی به عنوان یک دانشگاه پژوهش محور شناخته شد. به دانشگاه‌های پژوهش محور در مالزی، بودجه ویژه‌ای برای اجرای پروژه‌های تحقیقاتی تعلق می‌گیرد.
این دانشگاه به دلیل تربیت تعداد زیادی از متخصصین و نیروی کار کشور مالزی، شناخته شده‌است.
علاوه بر این این دانشگاه با بسیاری از دانشگاه‌های خارجی معتبر همچون آکسفورد، کمبریج و استنفورد در زمینه‌های تحقیقاتی مشارکت دارد.
| سال  | رنکینگ بین‌المللی QS | رنکینگ QS در سطح آسیا | تعداد دانشجویان |
| ---- | ------------------- | --------------------- | --------------- |
| ۲۰۲۱ | ۱۸۷                 | ۳۹                    | ۱۷٬۷۳۹          |

## دانشکده‌ها
- دانشکده کامپیوتر و سیستم‌های اطلاعاتی
- دانشکده مکانیک
- دانشکده برق
- دانشکده شهرسازی
- دانشکده محیطزیست
- دانشکده مهندسی زیست‌فناوری (بیوتکنولوژی)
- دانشکده مهندسی پزشکی (بیوساینس)
- دانشکده علوم
- دانشکده شیمی و منابع طبیعی
- دانشکده آموزش (تربیت معلم)
- دانشکده زمین‌شناسی
- دانشکده مدیریت و منابع انسانی
- کالج تحصیلات تکمیلی
- کالج بازرگانی
- کالج حسابداری صنعتی
- کالج نرم‌افزار

## نگارخانه

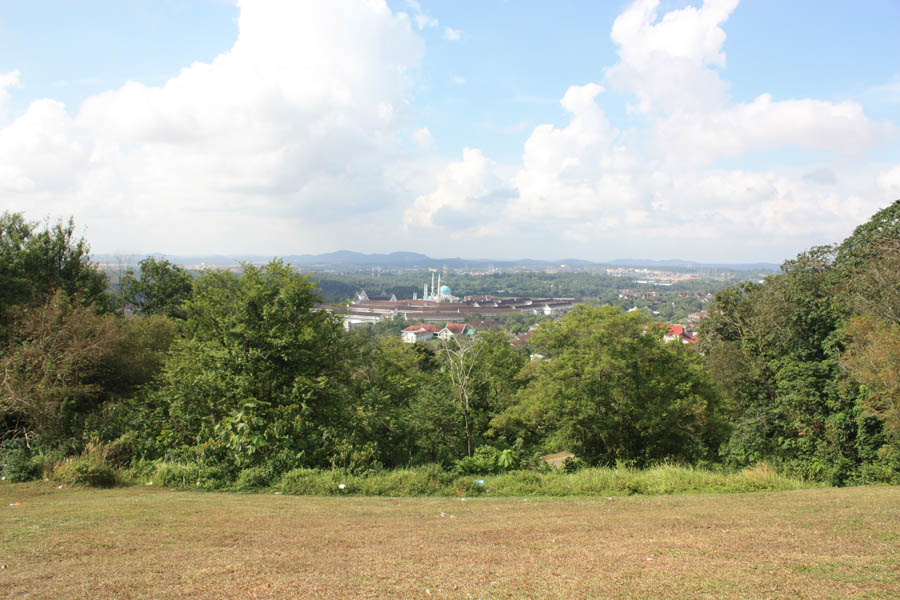
نمایی از بخش مرکزی دانشگاه
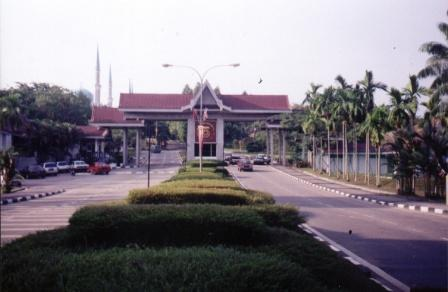
ورودی اصلی دانشگاه
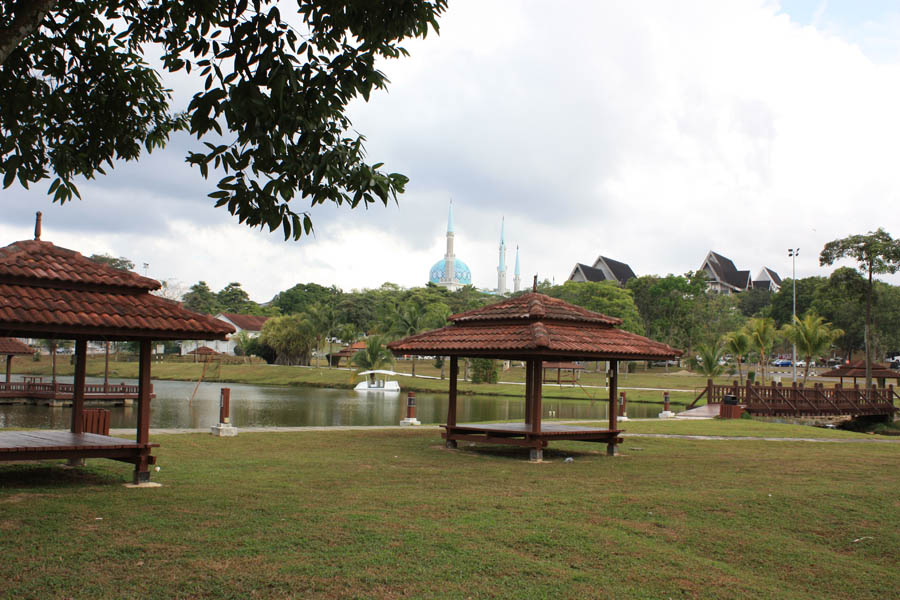
دریاچه مصنوعی دانشگاه
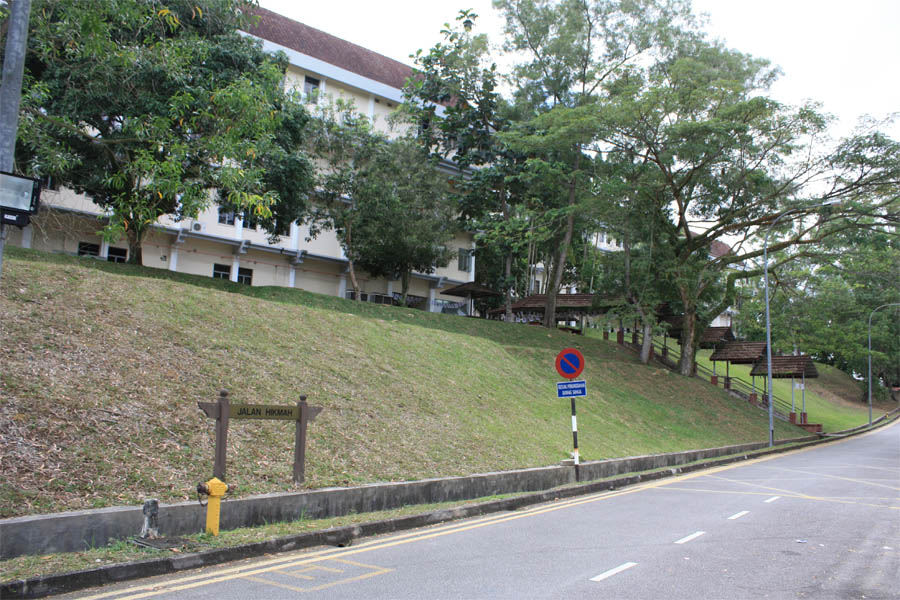
بین مرکز کامپیوتر و دانشکده مدیریت
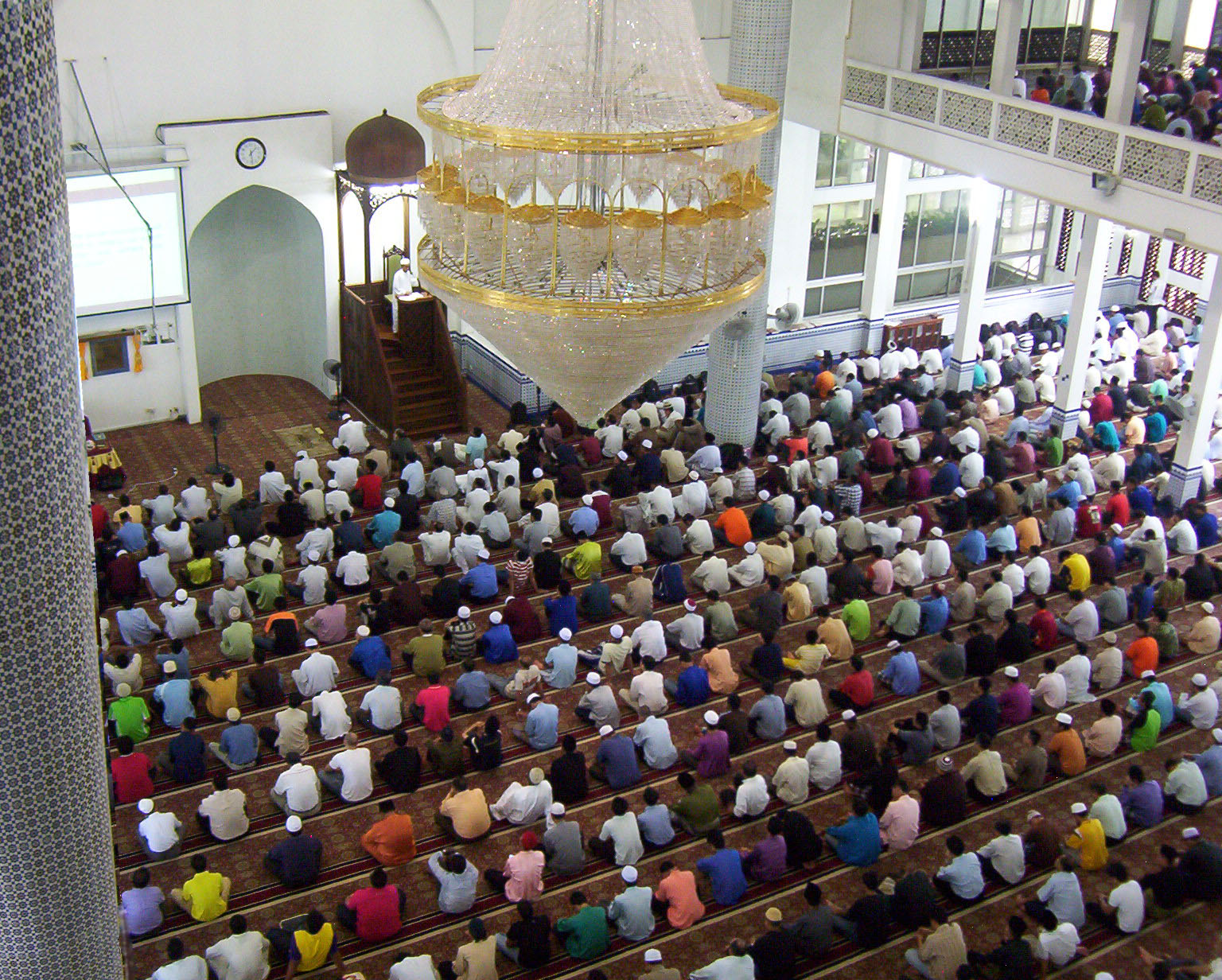
مسجد دانشگاه به هنگام نماز جمعه
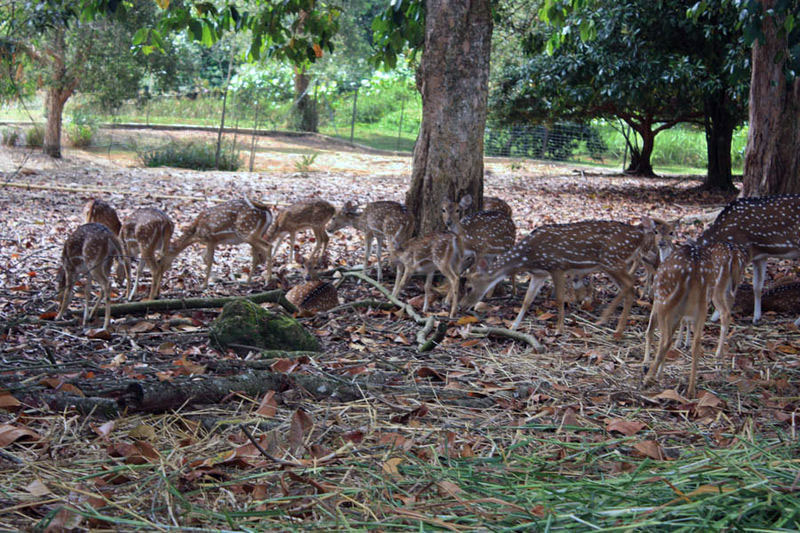
پارک آهوان خالدار در دانشگاه